# Nikollë Troshani
Nikollë Troshani (* 14. Mai 1915 in Troshan; † 25. Mai 1994 in Tirana) war ein albanischer römisch-katholischer Geistlicher und Apostolischer Administrator von Durrës.

## Leben
Nikollë Troshani besuchte das Kleine Seminar der Jesuiten in Shkodra. Danach studierte Troshani Philosophie und Katholische Theologie in Padua. Er empfing am 8. März 1941 das Sakrament der Priesterweihe. Anschließend war Nikollë Troshani als Seelsorger in Kallmet und Zejmen tätig. Nachdem Albanien ein kommunistischer Staat geworden war, wurde Troshani am 31. August 1946 verhaftet und wegen angeblicher Spionage für den Vatikan zu zwölf Jahren Haft verurteilt. Nach seiner Freilassung 1958 war er wieder als Seelsorger in den Bergen von Vela aktiv.
Am 18. April 1958 ernannte ihn Papst Pius XII. zum Titularbischof von Cisamus und zum Apostolischen Administrator von Durrës. Der Apostolische Administrator von Shkodra, Ernest Çoba, spendete ihm am 25. März 1959 die Bischofsweihe. Nachdem 1967 jegliche Religionsausübung verboten worden und Albanien offiziell ein atheistischer Staat geworden war, musste Nikollë Troshani aus Vela fliehen und versteckte sich bei einem Cousin in Shkodra. Troshani wurde dort am 12. November 1972 durch die Sigurimi erneut verhaftet und gefoltert. Es folgte eine Verurteilung zu 15 Jahren Haft, die er in Vlora verbüßte. Am 13. Januar 1986 kam er wieder frei. 
Nikollë Troshani war der einzige katholische Bischof, der die kommunistische Gewaltherrschaft in Albanien überlebt hat.
Papst Johannes Paul II. nahm 1991 das von Nikollë Troshani aus Altersgründen vorgebrachte Rücktrittsgesuch an.